# Yōko Mitsuya
Yōko Mitsuya (三津谷葉子?, Mistuya Yōko; Tokyo, 8 novembre 1984) è un'attrice e modella giapponese.
Nel 2006 recita nel ruolo di protagonista nel film Tōkyō daigaku monogatari, tratto dall'omonimo manga di Tatsuya Egawa.

## Filmografia

### Televisione
- Meitantei Conan - Kudō Shin'ichi e no chōsenjō (YTV, 2011, ep6)
- Yotsuba Jinja Ura Kagyo Shitsuren Hoken~Kokuraseya (YTV, 2011, ep8)
- Kasouken no Onna 2009 (TV Asahi, 2009, ep8)
- Kamen Rider Decade (TV Asahi, 2009, ep 22-23)
- Giragira (TV Asahi, 2008, ep3)
- Keitai Sosakan 7 (TV Tokyo, 2008)
- Kyoto Chiken no Onna 4 (TV Asahi, 2007)
- Katagoshi no Koibito (TBS, 2007)
- Kaette Kita Jikou Keisatsu (TV Asahi, 2007, ep3)
- Shinuka to Omotta (NTV, 2007, ep6)
- Gekidan Engimono Intelligence (Fuji TV, 2006)
- Kyoto Chiken no Onna 3 (TV Asahi, 2006)
- Bengoshi no Kuzu (TBS, 2006, ep2)
- Kekkon dekinai otoko (FujiTV, 2006, ep9)
- Hana Yori Dango (serie televisiva) (TBS, 2005, ep6-7)
- Honto ni Atta Kowai Hanashi 2 Mayonaka no Shotaijo (Fuji TV, 2005, ep11)

### Cinema
- IT Bubble To Neta Onna Tachi (2007)
- Yakusoku No Chi Ni Saku Hana (2006)
- Suteki na Yoru, Boku ni Kudasai (2007)
- Noriko no Shokutaku (2006)
- Cool Dimension (2006)
- Tōkyō daigaku monogatari (2006)
- Gurozuka (2005)
- Kamen Rider Blade: Missing Ace (2004)
- 69 (film) (2004)